# Adolf Baeumker

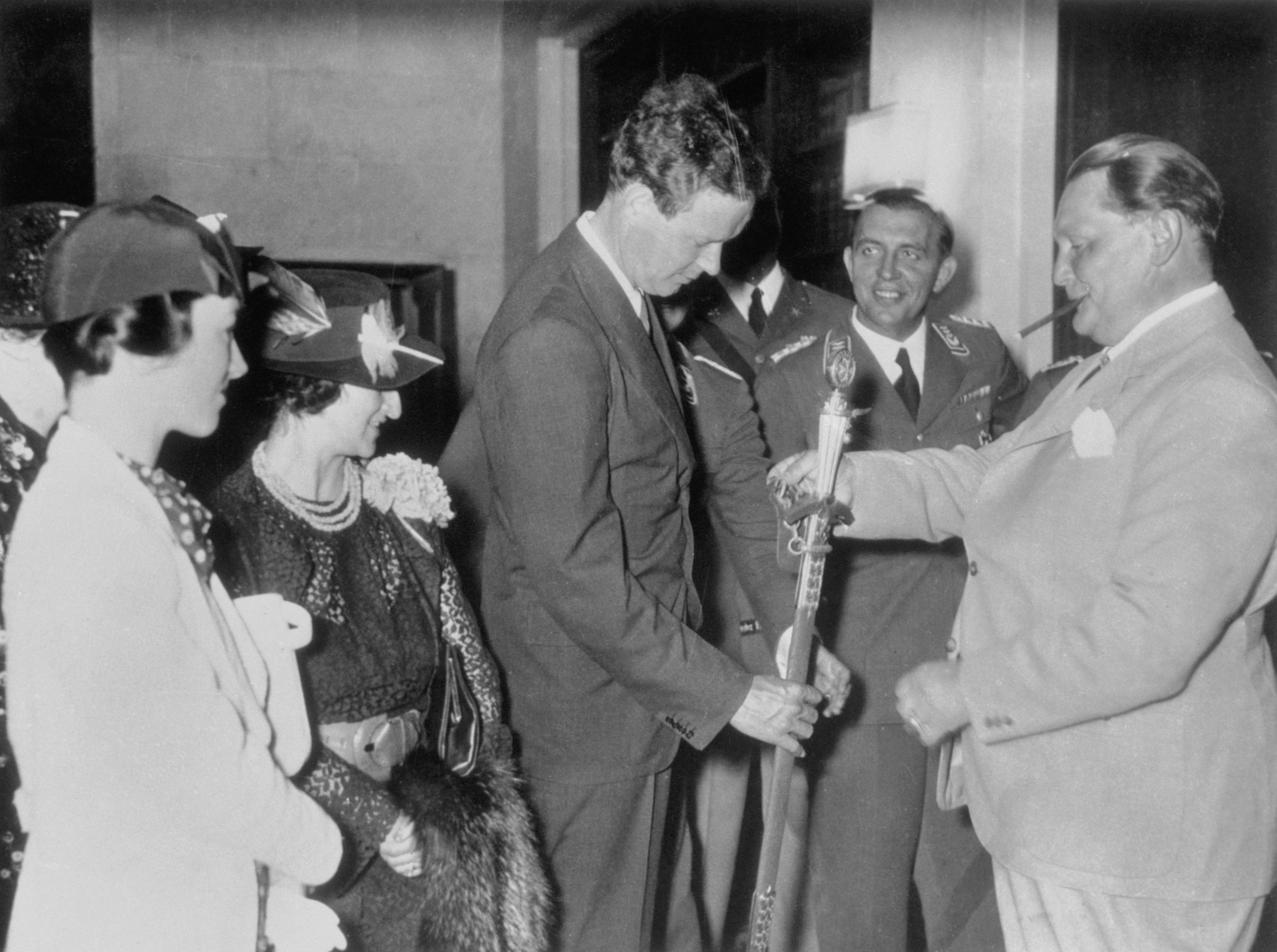
Aldolf Baeumker sieht zu, wie Hermann Göring Charles Lindbergh ein Schwert seiner Schwertsammlung zeigt (28. Juli 1936).

Adolf Georg Heinrich Klemens Vinzenz Baeumker (* 14. Juli 1891 in Breslau; † 4. März 1976 in Bad Godesberg) war ein deutscher Offizier und von den 1920er bis in die 1950er Jahre Funktionär verschiedener militärischer und ziviler Einrichtungen der Luftfahrtforschung.

## Leben
Der Sohn des Philosophieprofessors Clemens Baeumker begann seine militärische Laufbahn 1908 in der Preußischen Armee. Nach dem Besuch der Kriegsschule in Glogau wurde er im Ersten Weltkrieg bei der Fliegertruppe eingesetzt. Von 1920 bis 1927 war er im Reichswehrministerium tätig, ab 1924 als Referent für technische Fragen der Aufrüstung im Fliegerstab des Truppenamtes. 1927 schied er im Rang eines Rittmeister. a. D. aus dem Militärdienst aus und war bis 1932 Referent für Forschung und Entwicklung der Luftfahrt im Reichsverkehrsministerium, ab 1931 mit dem zivilen Dienstgrad eines Oberregierungsrates.

### Zeit des Nationalsozialismus
Baeumker trat zum 1. Mai 1933 der NSDAP bei (Mitgliedsnummer 2.579.858). Er war von 1933 bis 1941 Leiter der Abteilung Forschung und Entwicklung der Luftfahrt im Reichsluftfahrtministerium, ab 1938 im Rang eines Ministerialdirigenten. Maßgeblich setzte er sich für den Aus- und Aufbau deutscher Luftfahrtforschungsanstalten ein, gründete 1933 die „Vereinigung für Luftfahrtforschung“, zwei Jahre später die „Lilienthal-Gesellschaft für Luftfahrtforschung“, und 1936 die „Deutsche Akademie der Luftfahrtforschung“. Baeumker war ab 1937 Kanzler dieser Akademie. Auf seine Initiative wurde die „Zentrale für Wissenschaftliches Berichtswesen der Luftfahrtforschung des Generalluftzeugmeisters (ZWB)“ in Berlin-Adlershof am 1. November 1933 gegründet; sie war nicht nur eine Dokumentationsstelle für Fachliteratur, sondern spielte bei der Genehmigung von Veröffentlichungen eine wichtige Rolle.
Auch an der Vorgeschichte und dem Entstehen der Ingenieurschule für Luftfahrttechnik (IfL) war Baeumker maßgebend beteiligt. 1942 wurde er Vorsitzender der Luftfahrtforschungsanstalt München, die letzten drei Kriegsjahre gehörte er der Forschungsführung der Luftwaffe an. Daneben promovierte er 1944 an der Universität München.
1941 wurde er Ehrenbürger der Technischen Hochschule München.

### Nachkriegszeit
Nach 1945 arbeitete Baeumker in den USA als Berater der US Air Force in Baltimore und erhielt 1954 die amerikanische Staatsbürgerschaft. 1958 wurde er zum Hauptquartier der amerikanischen Luftwaffe in Europa nach Wiesbaden versetzt und betätigte sich in dieser Zeit beratend für deutsche und amerikanische militärische Führungsstellen. Er war ab 1959 Mitglied der Kuratoriums der Deutschen Gesellschaft für Flugwissenschaften.
1961 erhielt er das Große Bundesverdienstkreuz. Seit 1967 lebte er als Rittmeister a. D. und Ministerialdirigent a. D. in Bad Godesberg, wo er 1976 starb.

## Schriften
- Langfristige Pläne der Forschung und Entwicklung. Selbstverlag, Bad Godesberg
  - Nr. 2:  Langfristige Pläne der Forschung und Entwicklung für die Verteidigung. 1959
  - Nr. 5: Von Führungsproblemen der technischen Luft- und Raumfahrtforschung. 1961
  - Nr. 20 Über die Grundeinteilung der obersten militärischen Führung. Die besonderen deutschen Bedürfnisse hierin 1964
  - Nr. 32: Gedanken zu Problemen vom Wandel der Macht. 1967
  - Nr. 40: Behördenberatung durch aussenstehende Fachleute. erläutert am Beispiel der deutschen und amerikanischen Luftfahrt. Anmerkungen zu einem Thema des staatlichen Managements. 1970